# Lathyrus pusillus
Lathyrus pusillus är en ärtväxtart som beskrevs av Stephen Elliott. Lathyrus pusillus ingår i släktet vialer, och familjen ärtväxter. Inga underarter finns listade i Catalogue of Life.